# Federalno ministarstvo okoliša i turizma
Federalno ministarstvo okoliša i turizma (kraće FMOIT) je tijelo državne uprave u Federaciji Bosne i Herecegovine. Ovo ministarstvo vrši upravne, stručne i druge poslove koji se odnose na: ekološku zaštitu zraka, vode i zemlje, ekološko praćenje i kontrolu istih; razvoj turizma i ugostiteljstva, te druge poslove utvrđene zakonom.
Osnovni dokumenti koji reguliraju rad ministarstva su:
- Zakon o upravljanju otpadom («Službene novine Federacije BiH», broj: 33/03)
- Zakon o zaštiti zraka («Službene novine Federacije BiH», broj: 33/03)
- Zakon o zaštiti voda («Službene novine Federacije BiH», broj: 33/03)
- Zakon o zaštiti okoliša («Službene novine Federacije BiH», broj: 33/03)
- Zakon o zaštiti prirode («Službene novine Federacije BiH», broj: 33/03)
- Zakon o Fondu za zaštitu okoliša («Službene novine Federacije BiH», broj: 33/03)
- Zakon o turističko – ugostiteljskoj djelatnosti («Službene novine Federacije BiH, broj:1 9/96 i 28/03)
- Zakon o turističkim zajednicama i promicanju turizma u Federaciji Bosne i Hercegovine («Službene novine Federacije BiH», broj: 19/96 i 28/03)
- Podzakonski akti iz oblasti turizma i ugostiteljstva («Službene novine Federacije BiH», broj: 23/96)

Aktualni ministar je Nasiha Pozder.

## Vanjske poveznice
- Službene stranice Federalnog ministarstva okoliša i turizma